# Dave Range
David "Dave" Range – amerykański zapaśnik walczący w stylu wolnym.
Odpadł w eliminacjach mistrzostw świata w 1973. Trzeci w Pucharze Świata w 1973 i 1975 roku.
Zawodnik Miami University.